# Joanna Riding
Joanna Riding, all'anagrafe Joanne Riding (Lancashire, 9 novembre 1967) è un'attrice e cantante britannica, nota soprattutto come interprete di musical a Londra.

## Biografia
Joanna ha vinto due Laurence Olivier Award alla migliore attrice in un musical per Carousel (1993) e per My Fair Lady (2003) ed è stata nominata ad altri tre per Guys and Dolls (1997), The Witches of Eastwick (2001) e The Girls (2017). Ha recitato in numerosi altri musical, tra cui Me and My Girl, Lady, Be Good!, Martin Guerre, Oh! What A Lovely War, La vedova allegra, The Pajama Game, A Little Night Music, Billy Elliot the musical, Lend me a Tenor, The Girls e Follies.

## Filmografia parziale

### Cinema
- Into the Woods, regia di Rob Marshall (2014)

### Televisione
- Jeeves and Wooster - serie TV, 1 episodio (1991)
- Casualty - serie TV, 1 episodio (1993)
- Sean's Show - serie TV, 2 episodi (1993)
- Men of the World - serie TV, 1 episodio (1995)
- Holby City - serie TV, 3 episodi (2004-2011)
- The Royal - serie TV, 1 episodio (2004)
- L'ispettore Barnaby (Midsomer Murders) - serie TV, episodio 9x03 (2006)
- Where the Heart Is - serie TV, 5 episodi (2006)
- Heartbeat - serie TV, 2 episodi (2006-2008)
- Doctors - serie TV, 1 episodio (2008)
- Stella - serie TV, 8 episodio (2013)
- McDonald & Dodds - serie TV, 1 episodio (2022)
- Ridley - serie TV, 1 episodio (2022)

## Teatro
- Happy As a Sandbag, Swan Theatre di Worcester (1989)
- Il Mago di Oz, Chichester Theatre Festival di Chichester (1990)
- Le allegre comari di Windsor, Chichester Theatre Festival di Chichester (1990)
- My Mother Said I Never Should, Chichester Theatre Festival di Chichester (1990)
- Il giro del mondo in 80 giorni, Liverpool Theatre di Liverpool (1991)
- Me and My Girl, Teatro Adelphi di Londra (1991)
- Lady, Be Good!, Open Air Theatre di Londra (1992)
- Carousel, Royal National Theatre e Shaftesbury Theatre di Londra (1992-1993)
- Il ritratto di Dorian Gray, Lyric Theatre di Londra e tour inglese (1994)
- A Little Night Music, Royal National Theatre di Londra (1995)
- Guys and Dolls, Royal National Theatre di Londra (1996)
- No Way to Treat A Lady, Arts Theatre di Londra (1997)
- Martin Guerre, tour britannico (1998)
- Oh, che bella guerra!, Royal National Theatre di Londra (1998)
- Le streghe di Eastwick, Theatre Royal Drury Lane di Londra (2000)
- My Fair Lady, Theatre Royal Drury Lane di Londra (2003)
- Hobson's Choiche, Royal Exchange di Manchester (2003)
- The Happiest Days of your Life, Royal Exchange di Manchester (2003)
- Spirito allegro, Theatre Royal di Bath (2004)

- Billy Elliot the Musical, Victoria Palace Theatre di Londra (2008-2010)
- The Umbrellas of Cherbourg, Gielgud Theatre di Londra (2011)
- Lend Me a Tenor, Gielgud Theatre di Londra (2011)
- Ha Ha Hackney, Hackney Empire di Londra (2012)
- The Pajama Game, Chichester Theatre Festival di Chichester (2013)
- A Little Night Music, Yvonne Arnaud Theatre di Guildford (2013), Palace Theatre di Londra (2015)
- Stephen Ward, Aldwych Theatre di Londra (2013)
- The Pajama Game, Shaftesbury Theatre di Londra (2014)
- Calendar Girls, Phoenix Theatre di Londra (2017)
- Flowers for Mrs Harris, Minerva Theatre di Chichester (2018)
- Follies, Royal National Theatre di Londra (2019)
- Carousel, Regent's Park Open Air Theatre di Londra (2021)
- Gypsy, Buxton Opera House (2022)
- Stephen Sondheim's Old Friends, Gielgud Theatre di Londra (2023), Saint James Theatre di Broadway (2025)

## Doppiatrici italiane
- Fiamma Izzo in Into the Woods